# 2007
2007（二千七、二〇〇七、にせんなな、にせんしち、）は、自然数また整数において、2006の次で2008の前の数である。

## 性質
- 2007は合成数であり、約数は 1, 3, 9, 223, 669, 2007 である。
  - 約数の和は2912。
- 403番目のハーシャッド数である。1つ前は2004、次は2010。
  - 9を基とする101番目のハーシャッド数である。1つ前は1800。次は2016。

## その他 2007 に関連すること
- フェラーリ・F2007は、スクーデリア・フェラーリのフォーミュラ1カー。
- 『2007』は、日本のロックバンド、SOPHIAの2007年発売のアルバム、および全国ライブツアーのタイトル。